# Посольство України в Нідерландах
Посольство України в Королівстві Нідерланди — дипломатична місія України в Нідерландах, розташоване в Гаазі.

## Завдання посольства
Основне завдання Посольства України в Гаазі — представляти інтереси України, сприяти розвиткові політичних, економічних, культурних, наукових та інших зв'язків, а також захищати права та інтереси громадян і юридичних осіб України, які перебувають на території Нідерландів.
Посольство сприяє розвиткові міждержавних відносин між Україною і Нідерландами на всіх рівнях, з метою забезпечення гармонійного розвитку взаємних відносин, а також співробітництва з питань, що становлять взаємний інтерес. Посольство виконує також консульські функції.

## Історія дипломатичних відносин
Королівство Нідерланди визнало Україну 31 грудня 1991 року. 1 квітня 1992 року між Королівством Нідерландів та Україною було встановлено дипломатичні відносини. Восени 1992 року було відкрито Посольство Королівства Нідерланди в Україні. Посольство України в державах Бенілюкс, до функцій якого також входило представництво інтересів України в Нідерландах, було відкрито в Брюсселі влітку 1993 року. Дипломатичне представництво України в Королівстві Нідерландів розпочало свою діяльність в Гаазі у травні 1999 року.

## Керівники дипломатичної місії
| N  | На посаді | Посол                             | Зображення | Примітки | Посада                       |
| -- | --------- | --------------------------------- | ---------- | --- | ---------------------------- |
| 1  | 1919-1921 | Яковлів Андрій Іванович           |            | Український учений історик, правник, громадський і політичний діяч; дійсний член УНТК, НТШ, керівник Правничої секції УВАН у Нью-Йорку. Один із засновників Музею визвольної боротьби України у Празі. | Керівник дипломатичної місії |
| 2  | 1992–1995 | Василенко Володимир Андрійович    |            | Український правознавець-міжнародник, заслужений юрист України, Надзвичайний і Повноважний Посол України, доктор юридичних наук, професор. З 2006 до 2010 — представник України в Раді ООН із прав людини. 2018 року обраний аудитором НАБУ за квотою Верховної Ради. | Посол (За сумісництвом)      |
| 3  | 1995–1998 | Тарасюк Борис Іванович            |            | український дипломат і політичний діяч, постійний представник України при Раді Європи (з 2019). Двічі Міністр закордонних справ України (1998—2000, 2005—2007), Співпрезидент Парламентської асамблеї «Східного партнерства (2005-2011, 2018-2019). | Посол                        |
| 4  | 1998–2000 | Грищенко Костянтин Іванович       |            | Український політик і дипломат. З часу здобуття Україною незалежності, Костянтин Грищенко послідовно обіймав низку високих державних посад з повноваженнями від сфери контролю над озброєннями і регіональної безпеки до освіти і охорони здоров'я. У 2012—2014 рр. — на посаді віцепрем'єр-міністра України, двічі призначався міністром закордонних справ України (у 2003—2005 рр. та 2010—2012 рр.), а також першим заступником Секретаря Ради національної безпеки і оборони України (у 2008—2010 рр.). Унікальна дипломатична кар'єра Костянтина Грищенка — він очолював дипломатичні представництва України в трьох ключових центрах світової політики: Брюсселі (1998—2000 рр.), Вашингтоні (2000—2003 рр.) та Москві (2008—2010). | Посол (За сумісництвом)      |
| 5  | 2000–2002 | Хандогій Володимир Дмитрович      |            | український дипломат. Виконував обов'язки Міністра закордонних справ України з березня до жовтня 2009 р. | Посол                        |
| 6  | 2002-2005 | Марков Дмитро Юхимович            |            | Український дипломат. Надзвичайний та Повноважний Посол України. | Посол                        |
| 7  | 2005–2008 | Купчишин Олександр Михайлович     |            | Український дипломат. Надзвичайний і Повноважний Посол України у Французькій Республіці. | Посол                        |
| 8  | 2008–2010 | Корзаченко Василь Григорович      |            | Український дипломат. Надзвичайний та Повноважний Посол України. | Посол                        |
| 9  | 2010–2011 | Квас Ілля Євгенович               |            | Український дипломат. Надзвичайний і Повноважний Посол. | Тимчасово повірений          |
| 10 | 2011–2017 | Горін Олександр Олегович          |            | Український дипломат. Надзвичайний і Повноважний Посол. | Посол                        |
| 11 | 2017–2021 | Ченцов Всеволод Валерійович       |            | Український дипломат. Надзвичайний і Повноважний Посол. Надзвичайний і Повноважний Посол України в Нідерландах (з 2017). Представник України в Організації із заборони хімічної зброї (з 2017) | Посол                        |
| 12 | 2021–2022 | Кононенко Максим Олексійович      |            | Український дипломат. Надзвичайний і Повноважний Посол | Посол                        |
| 13 | 2023–2024 | Карасевич Олександр Олександрович |            | Український дипломат. Надзвичайний і Повноважний Посол. Заслужений юрист України | Посол                        |
| 14 | 2025–     | Костін Андрій Євгенович           |            | Український юрист і політик. Надзвичайний і Повноважний Посол. Заслужений юрист України | Посол                        |